# 謝爾角 (佛羅里達州)
謝爾角（英語：Shell Point）是位於美國佛羅里達州沃庫拉縣的一個非建制地區。

## 地理
謝爾角的座標為27°52′47″N 82°29′02″W / 27.87972°N 82.48389°W，而該地的平均海拔高度為1米（即3英尺）。